# Olga Sobotníková
Olga Sobotníková (4. ledna 1928 – 12. ledna 1974) byla česká a československá politička Komunistické strany Československa, poslankyně České národní rady a Sněmovny národů Federálního shromáždění za normalizace.

## Biografie
K roku 1969 se uvádí původním povoláním jako úřednice, bytem Valtice, okres Břeclav. Absolvovala Právnickou fakultu Univerzity Karlovy. V době nástupu do parlamentu pracovala jako zástupkyně vedoucího odboru sociálního zabezpečení a zdravotnictví ONV Břeclav. Byla též poslankyní ONV, tajemnicí zdravotní komise ONV a předsedkyní okresní interrupční komise.
Po provedení federalizace Československa usedla v lednu 1969 do Sněmovny národů Federálního shromáždění. Do FS ji nominovala Česká národní rada, kde rovněž zasedala. Ve federálním parlamentu setrvala do července 1971, kdy rezignovala na svůj mandát v ČNR a ztratila tím i křeslo ve FS.